# Automòbil de vapor
Un automòbil de vapor és un automòbil propulsat per un motor de vapor.
Les locomotores de vapor i màquines pesants de vapor ja portaven des del segle xix funcionant normalment, però el seu pes limitava les aplicacions pràctiques en vehicles lleugers. Els automòbils de vapor i els de combustió interna es desenvoluparen al mateix temps. En els primers anys, els motors de vapor tingueren l'avantatge dels avenços aplicats a les locomotores de vapor, i al voltant de 1900 els automòbils de vapor tenien millors prestacions que els de combustió interna: eren imbatibles en les pujades i foren els primers a batre els rècords dels 100K/h i els 200 km/h. Però, a partir del 1920 el motor de combustió interna havia progressat tant que els automòbils de vapor deixaren de ser comercialment competitus.

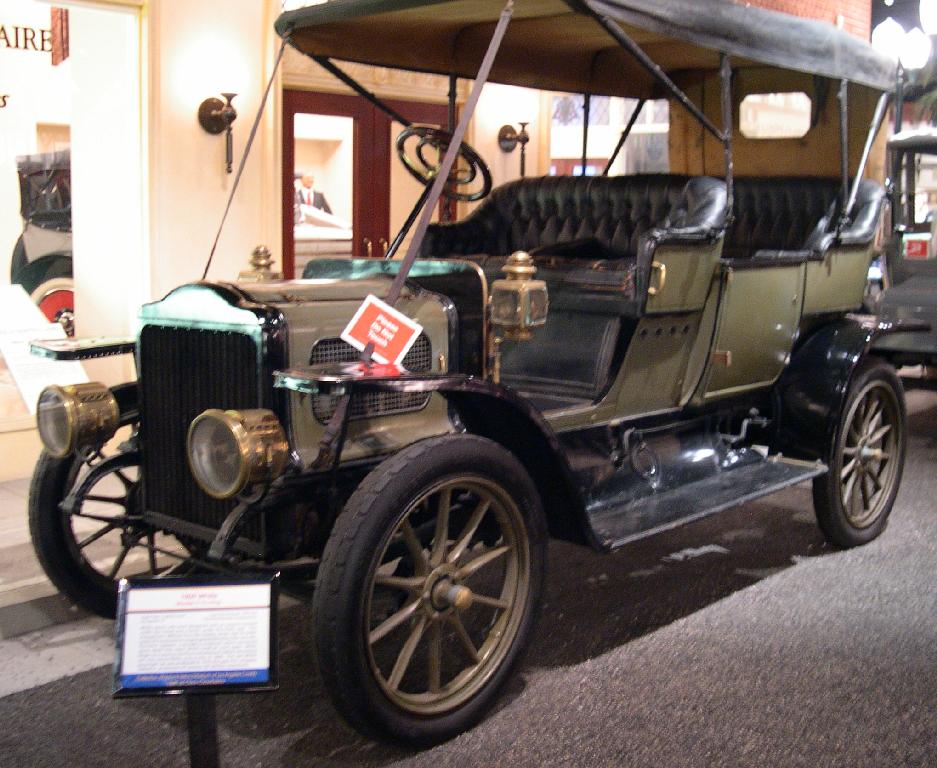
Automòbil de vapor White (1909)

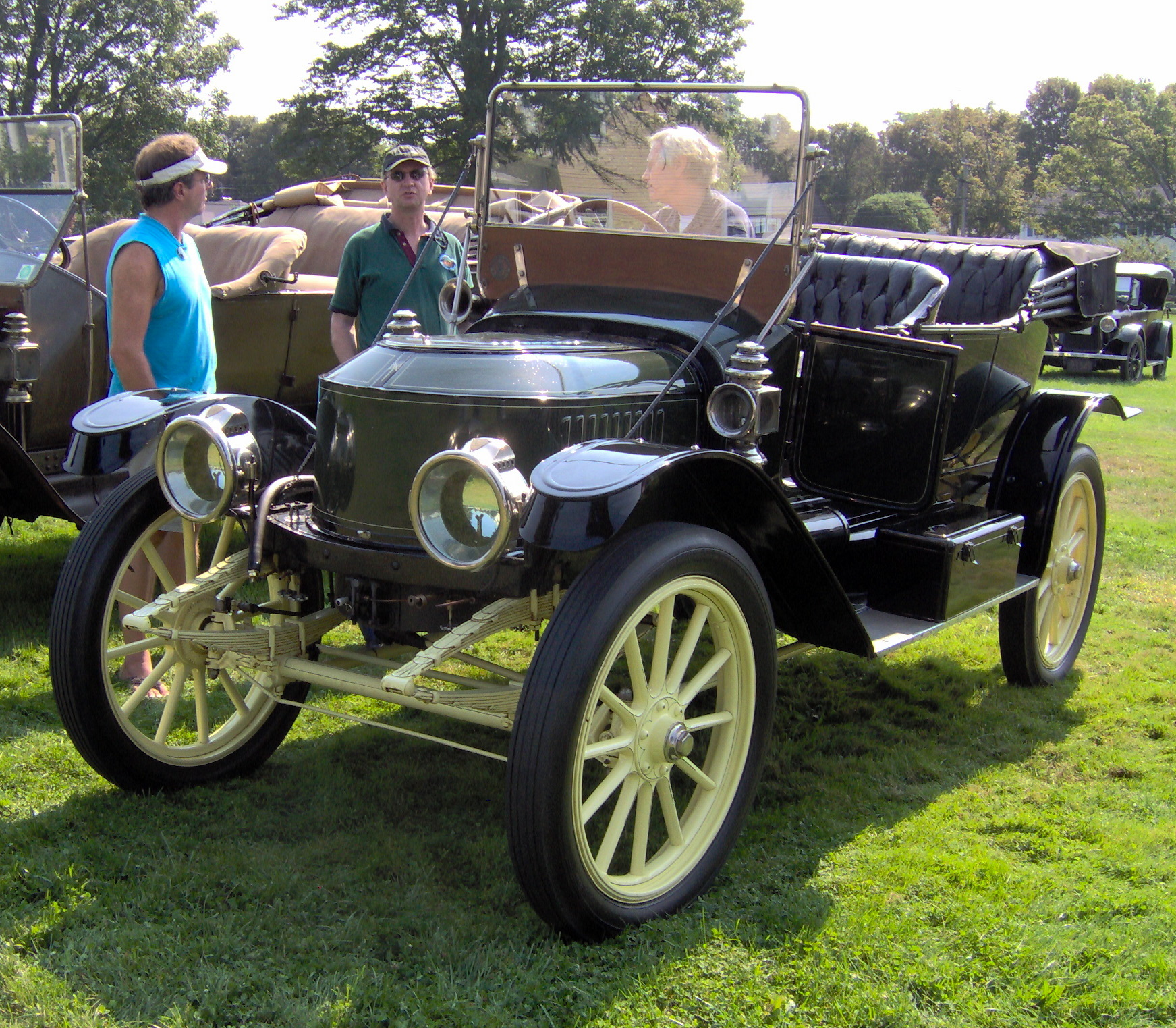
Automòbil de vapor Stanley (1912)

## Aspectes tecnològics

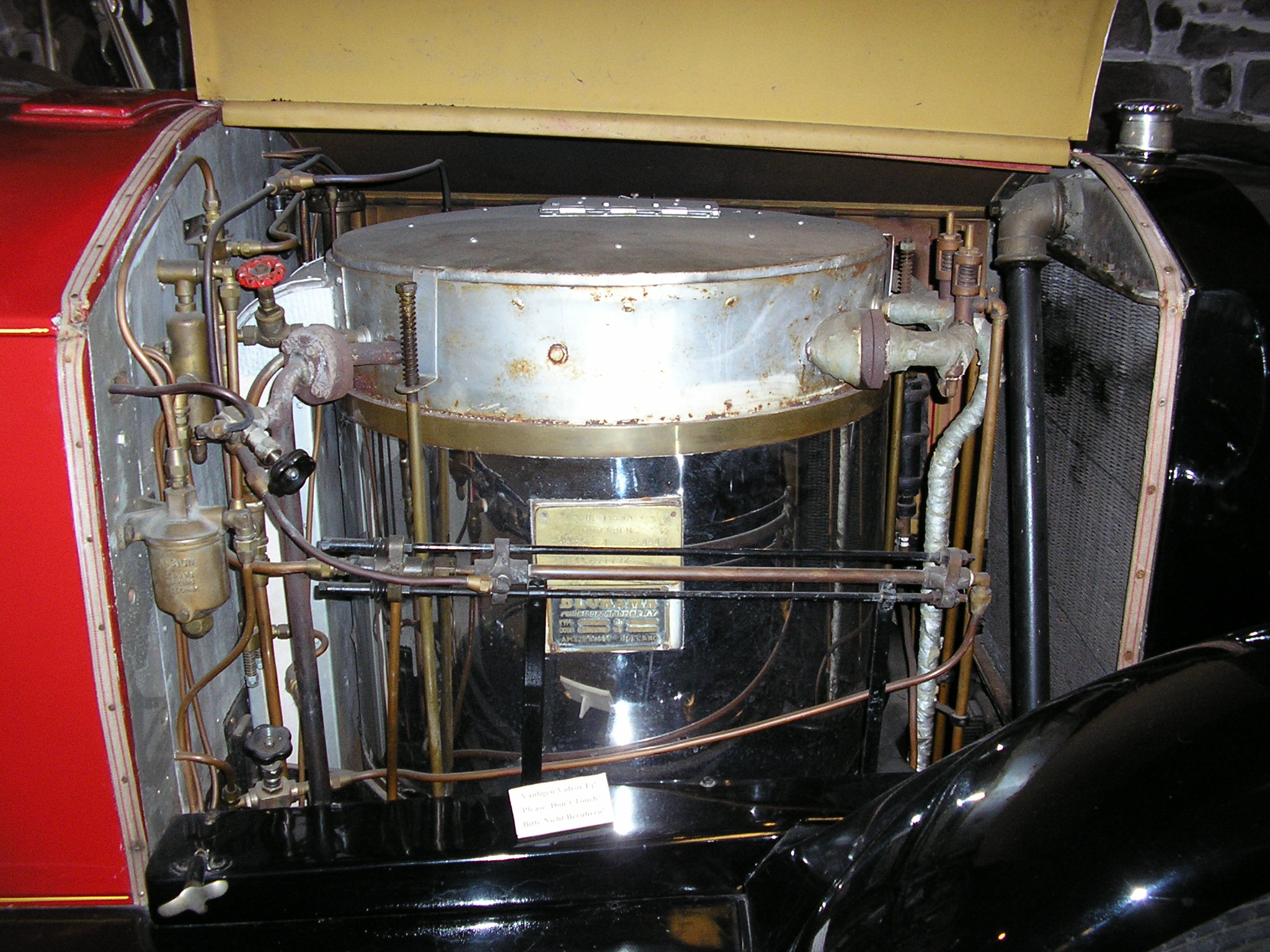
Caldera d'un automòbil Stanley de 1924, sèrie 740. Vegeu el condensador a la dreta (similar a un radiador)

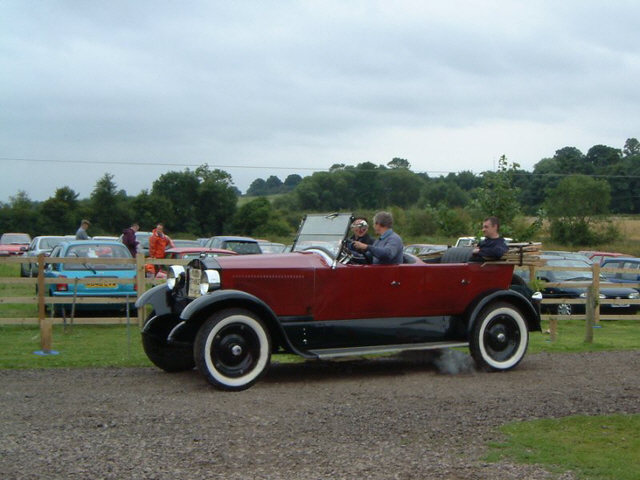
Un automòbil Stanley Steamer de 1923.

El motor de vapor és un motor de combustió externa. Els motors Otto o dièsel són motors de combustió interna. Mentre que un motor de gasolina Otto té un rendiment tèrmic d'un 15-30%, els motors de vapor prou just arriben a la meitat d'aquests valors. La combustió a baixa pressió i alta temperatura provoca nivells molt baixos de monòxid de carboni, òxids de nitrogen i partícules de carbó en els gasos d'escapament.
Els generadors de vapor dels vehicles de 1900-1920 eren relativament fàcils d'engegar però calia esperar una bona estona abans d'arribar a la pressió de treball. El temps típic era de l'ordre de 20 minuts, però en els models Doble al voltant d'un minut.

## Primers automòbils de vapor

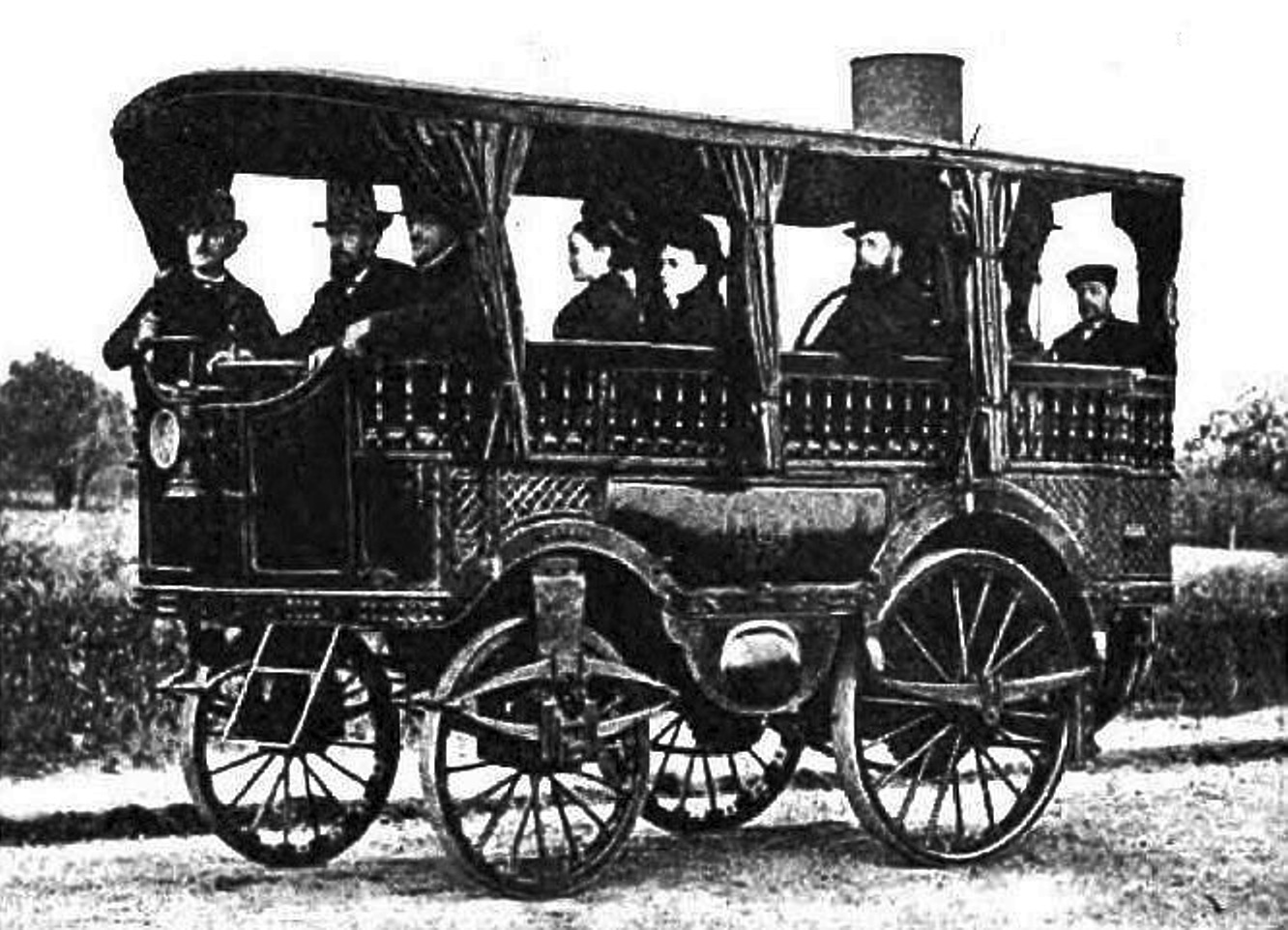
L'Obéissanted'Amédée Bollée - 1873

### Amédée Bollée
Amédée Bollée va construir uns quants automòbils de vapor, considerats els primers per a passatgers per carretera. Els vehicles Bollée tenien noms suggestius:
- L'"Obeissante" (1873). De quatres rodes, tracció posterior, direcció d'eix fix i rodes pivotants, suspensió a les quatre rodes, funcionament silenciós. El 1875 viatjà de Le Mans a París en 18 hores. Fou objecte de nombroses denúncies però quan va convidar al prefecte de policia a una passejada en l'automòbil denunciat, les denúncies foren desestimades.
- La "Mancelle" (1878). Amb motor de vapor muntat al davant, caixa de velocitats i diferencial. Foren fabricats 50 exemplars.
- La "Marie-Anne" (1879). Un tren de carretera, de 100 CV. Cent tones de càrrega útil en pla. Trenta tones en costes del 6%.
- La "Nouvelle" (1880). Places cobertes.
- La "Rapide" (1881). Podia anar a 62 km/h.

### Els germans Cederholm
L'any 1892 el pintor Joens Cederholm i el seu germà André, ferrer de professió, dissenyaren i construïren un cotxe de dos seients. El 1894 hi afegiren un condensador. La seva iniciativa no va tenir èxit.

### Serpollet

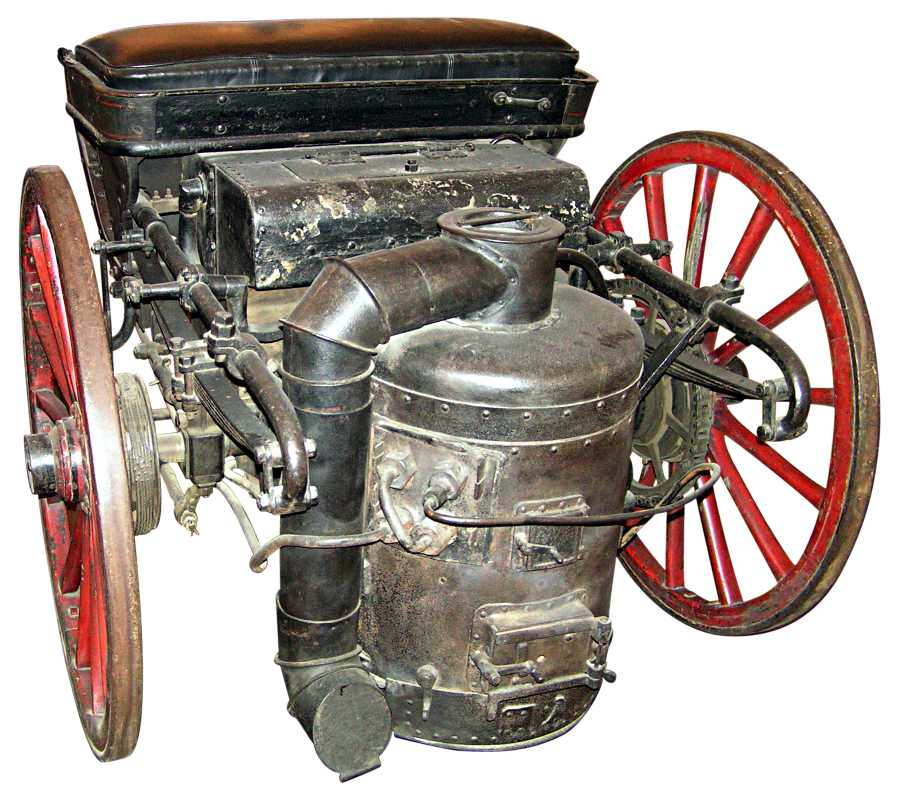
Caldera Serpollet muntada en un tricicle automòbil

Els germans Serpollet inventaren una caldera de vaporització intantània ("flash boiler" en anglès) l'any 1878 (patent de 1879) L'any 1886 patenten una nova caldera de tub únic en espiral. El 1888 fabriquen un tricicle amb un motor d'1 CV que podia desplaçar-se a 30 km/h.
L'any 1901, a Niça, en el decurs de la Copa Rostchild, un cotxe Serpollet de 12 CV fa el quilòmetre llançat a 100, 55 km/h.
L'any 1903, amb un vehicle construït expressament, de més de 100 CV i anomenat "l'Œuf de Pâques" (L'ou de Pasqua), polvoritzà el rècord mundial de velocitat a més de 120 km/h.
La marca Serpollet obtingué nombrosos èxits esportius i una difusió comercial prou important.

### De Dion-Bouton
La societat De Dion-Bouton fabricà tricicles de vapor des de 1882. Un tractor de 4 rodes estirant d'una calesa va guanyar la cursa Paris-Ruan el 1894. A partir de 1895 es va dedicar als motors d'explosió.

## Principis del segle XX

### Toledo Steam Carriage
L'any 1900 la American Bicycle Co. de Toledo (Ohio) va fabricar un automòbil de 6,5 CV que anomenava Toledo Steam Carriage (segons descripció de la revista Horseless Age de desembre de 1900). Aquest cotxe de vapor estava ben fabricat i fou un dels millors automòbils de vapor de la seva època. El setembre del 1901 dos models Toledo competiren en una cursa de resistència. Hi participaven 36 cotxes en la classe B i 3 en la classe E. El Toledo classe B va guanyar la cursa. La producció de vehicles de vapor va cessar l'any 1903. La companyia es va passar als automòbils de gasolina amb el nom Pope-Toledo.

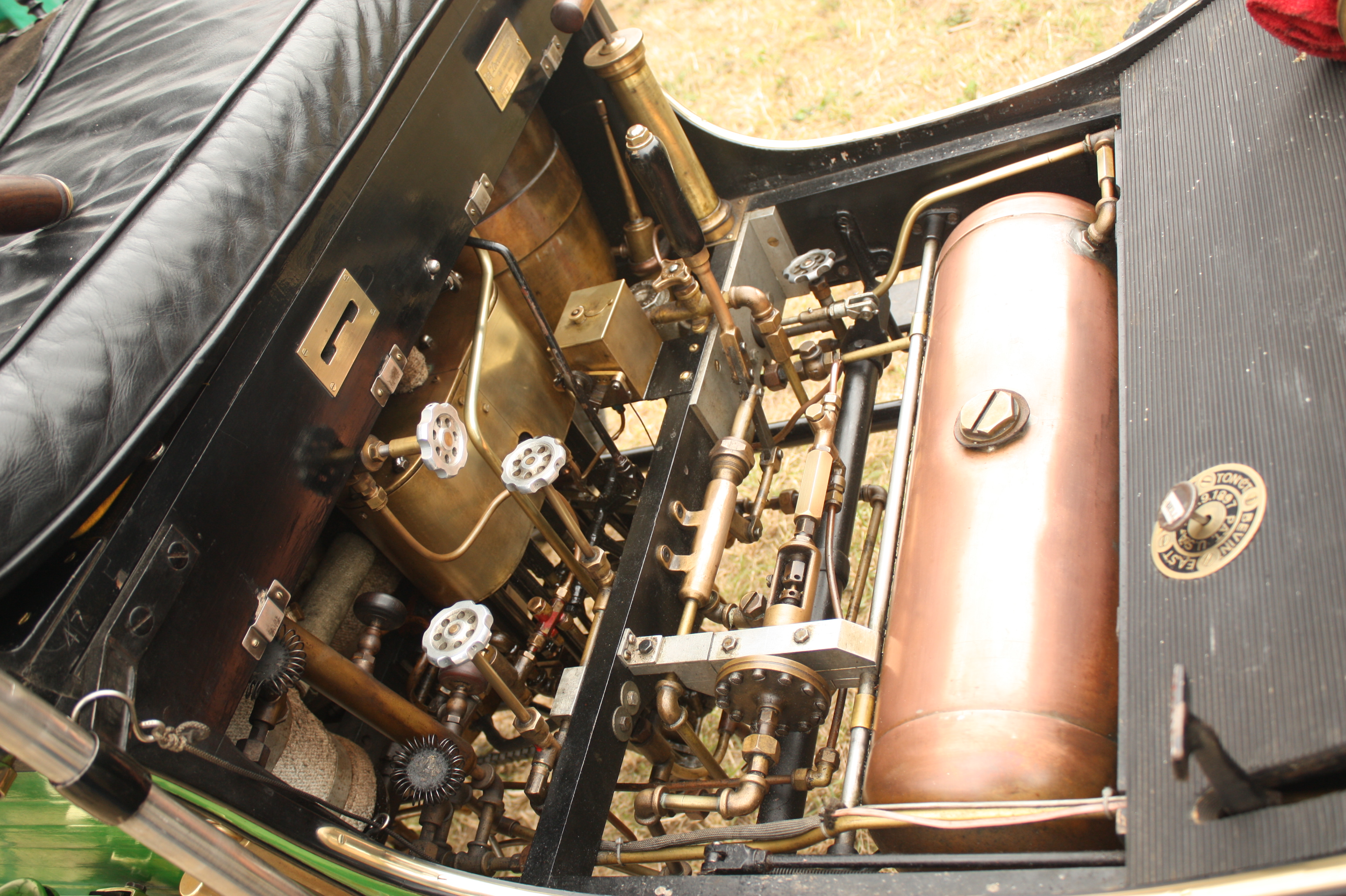
Motor de vapor d'un Locomobile.

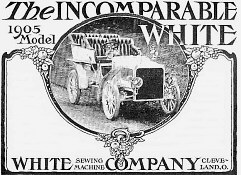
Anunci del Model White de 1905 construït per la White Sewing Machine Company

### Locomobile Runabout
La Locomobile Company of America, amb seu a Watertown (Massachusetts) i, des de 1900 a Bridgeport (Connecticut) va fabricar alguns milers d'exemplars del seu model Runabaout en el període 1899-1903. Els automòbils Locomobile es basaven en dissenys dels germans Stanley a qui havien comprat la llicència.

### White Steamer
El White Steamer es va fabricar a Cleveland (Ohio) des de 1900 fins a 1910 per la White Motor Company. Com a filial de la companyia White de màquines de cosir es va beneficiar d'un llarga posada en marxa per a evitar el possible descrèdit en cas de problemes amb el cotxe de vapor.
L'automòbil de vapor fou un èxit des del primer moment.
L'any 1909 un White Model M de 40 CV fou escollit com a primer automòbil oficial d'un President dels Estats Units.

### Stanley Steamer
Vegeu Stanley (automòbil de vapor)

### Doble Steam Car
Vegeu Doble (automòbil de vapor)

### Paxton Phoenix
La divisió Paxton Engineering de la companyia McCulloch Motors Corporation, amb seu a Los Angeles va construir un automòbil de vapor amb motor Doble Ultimax dissenyat per Abner Doble. La potència màxima era de 120 CV (89kW). El projecte fou abandonat el 1954.

### Alena steam car
La companyia Alena Steam Products, amb seu a Indianapolis (Indiana) tenia el projecte de fabricar automòbils de vapor a més dels vehicles comercials i tractors que comercialitzava normalment. Només es construïren dos prototipus de turisme amb una batalla de 3.200 mm.

### Davis steam car
El 1921 sembla que va construir un prototipus amb motor de dos cilindres. La batalla era de 3.048 mm i el preu previst era de 2.300 dòlars.

### Endurance steam car
La companyia Endurance va estar en actiu des de 1922 fins a 1924. Primer a la costa est, després a Los Angeles (California) i, finalment, a Dayton (Ohio). Només es fabricaren dos vehicles : un turisme i un sedan.

## Automòbils de vapor moderns
La desaparició dels automòbils de vapor, provocada en gran part per l'aparició del motor electric d'arrencada i la competència de cotxes de gasolina a preus molt més assequibles, no significava que els automòbils de vapor no tinguessin qualitats tècniques estimables. Sempre hi ha hagut entusiastes del vapor que creuen que aquest sistema de propulsió es mereix més atenció que la que rep.

### Saab
De resultes de la crisi del petroli de 1973, la casa SAAB va iniciar un projecte liderat pel Dr. Ove Platell construint un prototipus de cotxe de vapor. El generador consistia en un circuit de tubs d'1 mm de diàmetre molt compacte i lleuger, controlat electrònicament. El pes era de l'ordre dels 13 kg i l'embalum semblant al d'una bateria d'automòbil. La potència era de 160 CV (119kW). L'automòbil podia arrencar instantàniament mitjançant aire comprimit emmagatzemat prèviament, mentre que la pressió de vapor no arribava a la pressió de funcionament. El motor usava una vàlvula de nitrur de bor massís. Tot el circuit d'aigua anava segellat per tal d'evitar pèrdues.

### Pritchard steam cars
Edward Pritchard, Ted, fou un constructor australià de vehicles de vapor des de l'any 1960.
Va equipar un automòbil Falcon amb un motor i un generador de disseny propi amb prestacions notables.
L'any 1972 va viatjar amb el prototipus als Estats Units.
El seu darrer disseny, un motor de 5 CV per a usos domèstics està promocionat per la companyia Uniflow Power Limited.

### Pelland Steamer

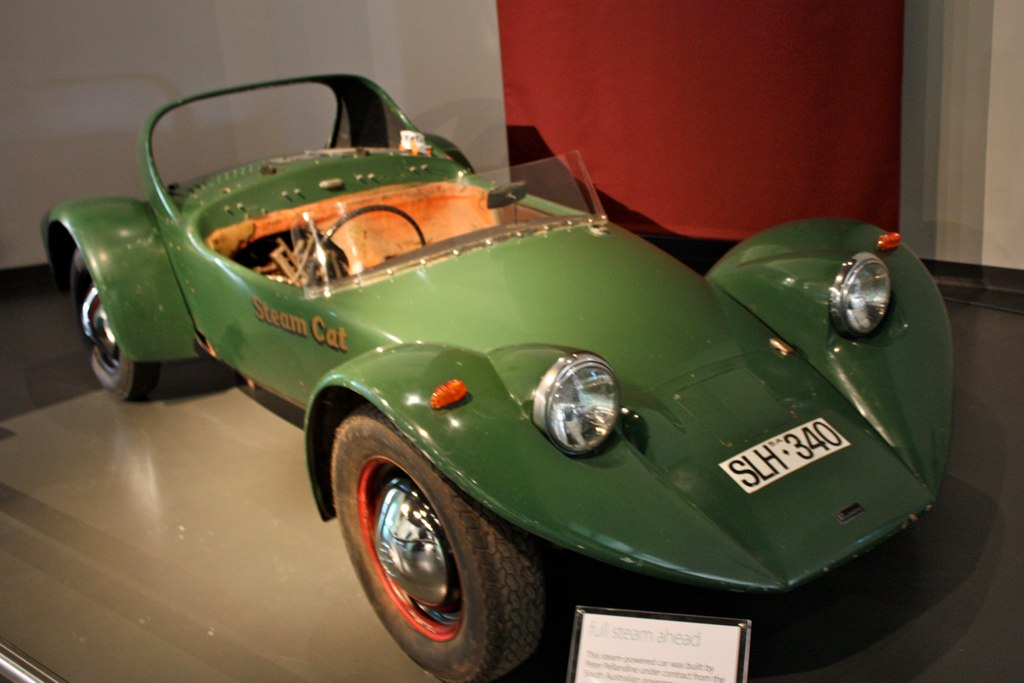
Pellandine steam car

El dissenyador britànic Peter Pellandine va fabricar el primer Pelland Steamer l'any 1974 sota contracte del govern Sud Australià. El xassís era monobuc de resines reforçades amb fibres de vidre (basat en el model Pelland amb motor d'explosió) i el motor era bicilíndric compost de doble acció. Aquest prototipus es conserva al National Motor Museum de Birdwood (Austràlia del Sud).
L'any 1977 el model MKII fou construït al Regne Unit per Pelland Engineering. Amb un motor de tres cilindres de doble acció. Un xassís tubular d'acer i una carrosseria de Kevlar permetien limitar el pes total a 476 kg. Senzill i robust el motor s'anunciava capaç de donar bones prestacions amb gran fiabilitat. El parell motor era de 491Nm a zero rpm. El cotxe podia accelerar de zero a 100 km/h en menys de 8 segons.
Els intents de batre el rècord de velocitat per a automòbils de vapor no tingueren èxit.
El senyor Pellendine va marxar cap a Austràlia el 1990 i continuà desenvolupant el seu automòbil. La darrera versió era la Mark IV.